# Ferranti Mercury
Pour les articles homonymes, voir Ferranti.
Le Mercury était un des premiers ordinateurs commerciaux, construit par Ferranti au milieu des années 1950 . Cet ordinateur succéda au Ferranti Mark 1, dont il reprit l'architecture tout en améliorant les performances par l'ajout d'une unité de calcul à virgule flottante. La fiabilité fut également améliorée en remplaçant la mémoire à tube Williams par une mémoire à tores magnétiques, ainsi qu'en utilisant davantage de composants à semi-conducteurs. L'ordinateur possédait environ 2000 tubes à vide (principalement des pentodes de type CV2179/A2134, des pentodes EL81 et des doubles triodes CV2493/ECC88) et 2000 diodes au germanium. Dix-neuf Mercury furent vendus jusqu'au début des années 1960.

## Contexte initial
La fiabilité des Manchester Mark 1, un des premiers ordinateurs à programme enregistré, ainsi que sa version finalisée et commerciale Ferranti Mark 1, laissait grandement à désirer. La principale source de problèmes était le système de mémoire à tambour qui tombait fréquemment en panne. La machine utilisait de plus 4 200 tubes électroniques, principalement des pentodes et des diodes EF50, qui brûlaient et devaient être régulièrement remplacés. Enfin, les tubes Williams, utilisés comme mémoire vive et registres, étaient fiables mais nécessitaient une maintenance constante. Dès la mise en service du système, les équipes commencèrent à chercher des solutions à ces problèmes.
Une équipe décida de produire un système beaucoup plus petit et abordable, construit entièrement avec des transistors . Il fonctionna pour la première fois en novembre 1953, ce qui pourrait en faire le premier ordinateur entièrement transistorisé connu. Metropolitan-Vickers construisit ce prototype commercialement sous le nom de Metrovick 950, et en livra sept, soit un maigre succès commercial. À l'époque, les transistors étaient beaucoup plus onéreux que les tubes électroniques.

## Prototype Meg
Une autre équipe, incluant les principaux concepteurs du Mark I, commença un nouveau projet d'une conception très similaire au Mark I, dont ils repartirent en remplaçant les diodes sous forme de tubes électroniques par des diodes à semi-conducteurs . Celles-ci étaient beaucoup moins chers que les transistors, et le Mark 1 en utilisait un suffisamment grand nombre pour que leur remplacement entraîne une simplification significative des circuits, une réduction des coûts, et une amélioration de la fiabilité.
À cette époque, les ordinateurs étaient presque toujours utilisés à des fins scientifiques et il fut décidé d'ajouter une unité à virgule flottante afin d'améliorer considérablement les performances dans ce rôle. De même, la vitesse d'horloge fut rehaussée à 1 MHz, huit fois plus rapide que les 125 kHz du Mark 1, d'où le sobriquet de "machine mégacycle", qui devint rapidement "Meg".
Meg fonctionna pour la première fois en mai 1954. L'utilisation de diodes à semi-conducteurs réduisit le nombre de tubes électroniques de plus de moitié, réduisant de fait la puissance requise par rapport au Mark I de 25 kW à 12 kW. Comme le Mark I, Meg était basé sur des mots de 10 bits, pouvant être combinés pour former une adresse de 20 bits, et combinés par quatre pour former un entier de 40 bits.
Ces choix résultaient des caractéristiques des tubes Williams utilisés pour les registres du processeur, à l'époque appelés  lignes B.
Meg pouvait multiplier deux nombres entiers en environ 60 microsecondes. L'unité à virgule flottante utilisait trois mots pour une mantisse de 30 bits, et un autre mot pour l'exposant de 10 bits. Il pouvait également ajouter deux nombres à virgule flottante en environ 180 microsecondes, et les multiplier en environ 360 microsecondes, une performance environ trente fois supérieure à celle du Mark 1.

## Le Mercury
Ferranti, qui avait construit le Mark I pour l'université de Manchester, poursuivi le développement du Meg pour produire le Mercury. La principale modification par rapport au Meg fut le remplacement des tubes Williams par une mémoire à tores magnétiques, alors nouvellement inventée et déjà mise en œuvre sur l'ENIAC américain. Bien que plus lente d'accès, environ 10 μs pour un mot de 10 bits, le système ne nécessitait pratiquement aucune maintenance par rapport aux tubes de Williams, un point important pour les utilisateurs finaux. Une mémoire de 1024 × 40 bits (environ 5 ko) fut installée, complémentée par quatre tambours contenant chacun 4096 × 40 bits (environ 20 ko chacun). L'utilisation de plusieurs tambours de plus petite capacité à la place d'un seul permettait là aussi un renforcement de la fiabilité de la machine, pouvant continuer de fonctionner avec un ou plusieurs tambours en panne.
Le premier des 19 ordinateurs Mercury fut livré en août 1957. L'Université de Manchester reçu le sien en février 1958, où il remplaça le Ferranti Mark 1. La moitié du temps de machine était loué à des utilisateurs commerciaux.
Le CERN à Genève et l' Atomic Energy Research Establishment à Harwell reçurent également le leur en 1958. Un Mercury acheté en 1959 fut le premier ordinateur de l'office météorologique britannique. L' Université de Buenos Aires en Argentine en reçu un également en 1960, dont une réplique fut créée en 2016.
La machine pouvait être programmée en Autocode Mercury, dérivé de celui du Mark 1, afin d'épargner au programmeur la saisie de code machine. L'autocode est un système de codage simplifié ressemblant à un assembleur primitif, et décrit à l'époque comme un langage de programmation de haut niveau. Des informations détaillées sur le Mercury et l'Autocode sont encore consultables dans un manuel de l'université de Buenos Aires.